# بركت أباد (غودرزي)
برکت أباد (بالفارسية: برکت‌آباد) هي مستوطنة تقع في إيران في قسم غودرزي الريفي. يقدر عدد سكانها بـ 817 نسمة .